# Versailles (Kentucky)
Versailles város az Amerikai Egyesült Államok Kentucky államában, Woodford megyében, melynek megyeszékhelye is. Lakosainak száma 10 347 fő (2020. április 1.).

## Népesség
A település népességének változása:

| 2010 | 8 568  |
| 2020 | 10 347 |